# José Manuel Restrepo Abondano
José Manuel Restrepo Abondano (Bogotá, 31 de agosto de 1970) es un economista y político colombiano, que se desempeñaba como Ministro de Hacienda y Crédito Público de Colombia. Anteriormente, se desempeñó como Ministro de Comercio de Colombia, bajo la presidencia de Iván Duque Márquez.
Es Rector de la Universidad EIA (antigua Escuela de Ingeniería de Antioquia ), institución fundada en 1978 y que hoy cubre las áreas de ingeniería, ciencias básicas, de la vida (incluida medicina ) y de la economía y administración
Es descendiente de su homónimo, José Manuel Restrepo Vélez.

## Biografía
José Manuel Restrepo Abondano nació en Bogotá, el 31 de agosto de 1970, en el seno de una familia de la aristocracia colombiana.
Restrepo Abondano se graduó del Gimnasio Campestre, es economista y especialista en Finanzas de la Universidad del Rosario, con maestría en Economía de London School of Economics, alta gerencia del Inalde Business School de la Universidad de La Sabana y doctor en Dirección de Instituciones de Educación Superior en la Universidad de Bath.
Fue rector del Colegio de Estudios Superiores de Administración (CESA), vicerrector y posteriormente rector de la Universidad del Rosario y ejerció la rectoría de la Fundación Empresarial de la Cámara de Comercio de Bogotá. Fue gerente de Planeación Financiera y Presupuesto de Fonade. Perteneció a la Sala Institucional del Consejo Nacional de Aseguramiento de la Calidad de la Educación Superior del Ministerio de Educación Nacional. También se ha desempeñado como consultor empresarial, así como asesor en temas de calidad y acreditación de instituciones de educación superior.

### Ministerios
El 7 de agosto de 2018 asumió el cargo de Ministro de Comercio del Presidente Iván Duque Márquez. Mantuvo el cargo hasta el 3 de mayo de 2021, cuando fue nombrado Ministro de Hacienda y Crédito Público, en reemplazo de Alberto Carrasquilla, quien había renunciado debido a que no fue aprobada la reforma tributaria que él había propuesto, esto en el marco de las protestas en Colombia de 2021. Si bien no posesionó sino hasta el 18 de mayo, en ese lapso de tiempo ejerció de manera interina el Ministerio de Hacienda, a la vez que seguía como titular del Ministerio de Comercio.
En la cartera de Comercio, inicialmente, fue reemplazado por Juan Alberto Londoño; sin embargo, Londoño no se mantuvo en el cargo por mucho tiempo, pues el 13 de mayo, cuando Restrepo dejó oficialmente el cargo de Ministro de Comercio, se nombró a Laura Valdivieso en carácter de Ministra Encargada, finalmente, siendo reemplazada el 19 de mayo por María Ximena Lombana.

## Familia

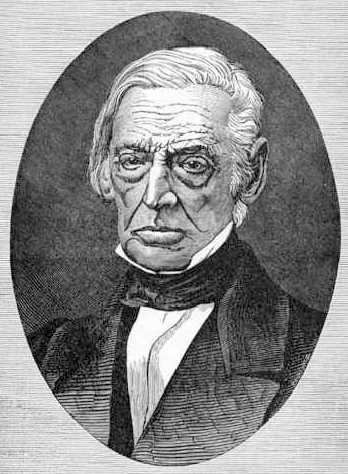
Su tatarabuelo, José Manuel Restrepo Vélez.

José Manuel Restrepo nació en el seno de la familia aristocrática de los Restrepo, entre cuyos miembros destacan tres expresidentes de Colombia, siendo uno de ellos ancestro directo de Restrepo Abondano.
Es hijo de José Miguel Restrepo Vargas y de Ana Abondano Gómez. Su padre es tataranieto del ilustrado criollo y político neogranadino, José Manuel Restrepo Vélez (a quien debe su nombre José Manuel).
De la misma familia era el educador y abogado José Félix de Restrepo, quien era sobrino nieto de José Manuel, pese a que eran casi contemporáneos. Un medio hermano de José Félix fue el padre del abogado Pedro Antonio Restrepo, padre a su vez del expresidente Carlos Eugenio Restrepo.

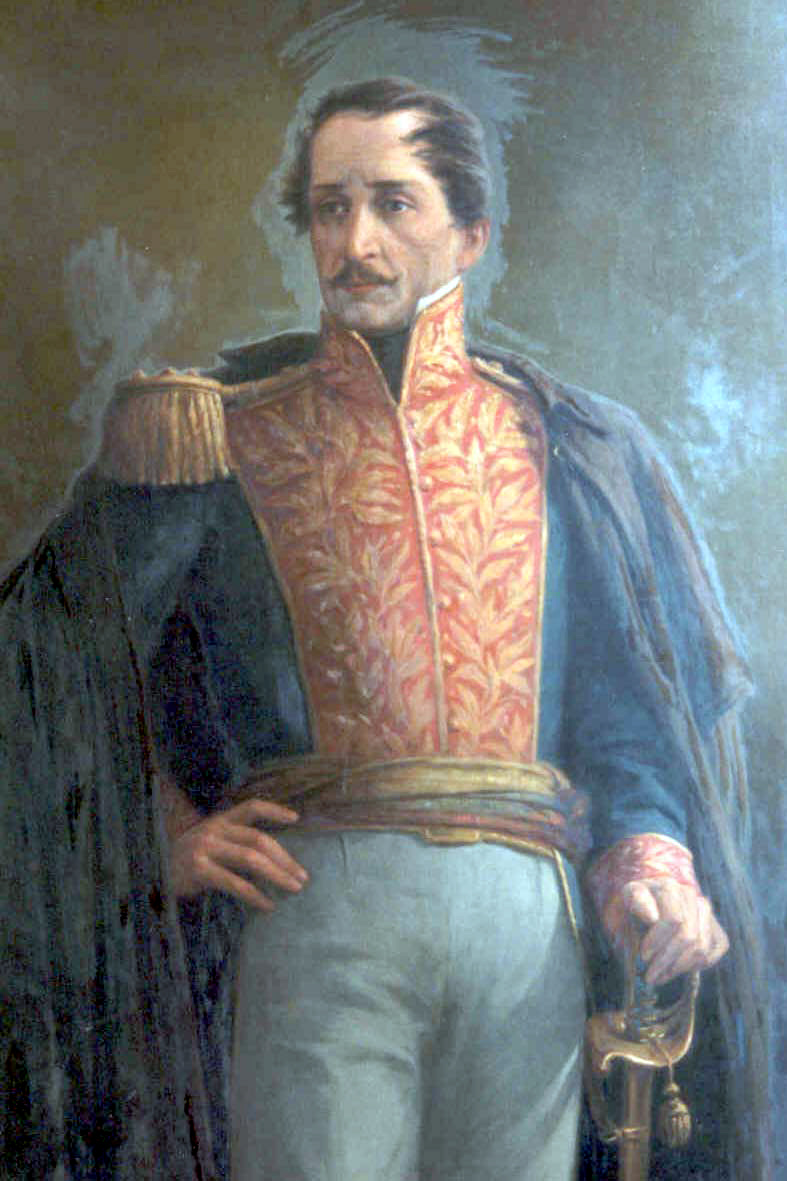
Su abuelo quinto, el expresidente Francisco de Paula Santander.

Por último, una de las bisnietas de José Félix, Amalia Restrepo, se casó con el médico veterinario Federico Lleras Acosta, con quien tuvo al expresidente Carlos Lleras Restrepo, primo segundo a su vez del expresidente Alberto Lleras Camargo. De Lleras Restrepo es nieto el exvicepresidente Germán Vargas Lleras.
Así mismo, su trastatarabuela, Sixta Tulia Concepción Santander y Pontón (casada con el exalcalde de Bogotá Manuel Suárez Fortoul y a su vez sobrino del militar y prócer Pedro Fortoul), era hija del expresidente Francisco de Paula Santander y de su esposa Sixta Pontón. Por ese linaje, Restrepo era descendiente también del político peruano-estadounidense Manuel de Freyre y Santander, quien era sobrino de su trastatarabuela, y nieto a su vez de Santander.
El expresidente Santander era primo de Pedro Fortuol, y tiene el grado de transretatarabuelo (abuelo quinto), respecto de Restrepo Abondano, quien a su vez es el bichozno o nieto quinto del expresidente.